# Smil ze Zbraslavi a Střílek
Smil ze Zbraslavi a Střílek (kolem 1222–1273) byl moravský šlechtic z rodu pánů ze Zbraslavi. 

## Život
Narodil se jako třetí syn Gerharda ze Zbraslavi. Dospělosti dosáhl pravděpodobně už před rokem 1237, kdy svědčil jako filius Gerardi (syn Gerhardův) na listině českého krále Václava I. V pramenech se znovu objevil až o deset let později, tentokrát jako svědek na listině břeclavského knížete Oldřicha III. Korutanského. 
Od roku 1249 se Smil začal hojně vyskytovat v nejužším okolí moravského markraběte (pozdějšího českého krále) Přemysla Otakara. Do vyšších sfér ho uvedl v té době již velmi mocný Boček z Jaroslavic a ze Zbraslavi, Smilův starší bratr. Smilova kariéra začala roku 1251 ve Znojmě, kde Boček působil jako purkrabí. Smil se přirozeně účastnil soukromých aktivit svého staršího bratra. V roce 1251 svědčil na markraběcí listině, která byla vydána ve prospěch starobrněnského špitálu. Na počátku roku 1252 byl s bratry přítomen u sňatku Přemysla Otakara II. a Markéty Babenberské. Téhož roku osvědčil Bočkovu zakládací listinu žďárského kláštera a v roce 1253 byl s titulaturou „Bočkův bratr” přítomen u Přemyslovy arbitráže ve sporu bamberského a frisinského biskupa. Označení „Bočkův bratr” dokládá, že Smil v té době ještě nezastával žádnou význačnější funkci, což se mu však vzápětí podařilo změnit. Už v roce 1255 působil jako kastelán v Přerově, ale také jako purkrabí na hradě Brumově. Přemysl Otakar tak Smilovi de facto svěřil správu východní části Moravy. Jako přerovský kastelán je Smil naposledy uveden v roce 1256. Úřad brumovského purkrabí však zastával až do smrti. Do roku 1265 dokonce používal predikát z Brumova, ačkoli Brumov nikdy skutečně nevlastnil.
Smil se významně zasloužil o obnovu a vylepšení moravské obrany. Podílel se na kolonizačním procesu v moravském pohraničí a na zformování královského města Uherského Brodu. Zařadil se mezi nejproduktivnější šlechtické fundátory své doby. Rovněž se zúčastnil několika Přemyslových válečných tažení, především Přemyslovy první křížové výpravy do Pruska. Jako odměnu za své služby obdržel od Přemysla rozsáhlé území na vizovických vrších poblíž Brumova. Kromě tohoto území Smil držel majetky po otci na Hodonínsku a od bratra Bočka Líšeň s okolím. V roce 1258 byla dokončena stavba Smilova hradu Střílek, po nichž se následně psal. Roku 1261 založil cisterciácký klášter Smilheim u Vizovic, který vybavil velkým dílem svých statků. V roce 1273 se zúčastnil Přemyslova tažení do Uher, po návratu do Čech ještě téhož roku ve věku necelých 60 let zemřel. Jeho manželství s Bohuvlastou zůstalo bezdětné. Smilovy majetky proto připadly přímo králi.